# زاج‌کاری

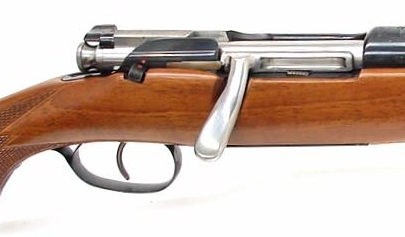
فولاد زاج‌کاری شده (به رنگ تیره) در یک تفنگ ساخت اشتایر-مانلیخر

زاج‌کاری (به انگلیسی: Bluing) افزودن یک لایه بسیار نازک از اکسید سیاه آهن (Fe3O4) به بخش‌های فولادی جنگ‌افزارها یا دیگر قطعات فولادی است. زاج‌کاری بیشتر برای زیبایی و محافظت از لوله تفنگ و استتار از دید دشمن یا شکار بکار می‌رود. روش‌های مختلفی برای زاج‌کاری وجود دارد که به دو دسته زاج‌کاری گرم و زاج‌کاری سرد تقسیم می‌شوند.
در زاج‌کاری گرم محلولی داغ از سود سوزآور و نیترات پتاسیم و آب تهیه می‌شود که مایع زاج نامیده می‌شود. برای زاجکاری گرم ابتدا قطعات فولادی را با حلال مخصوص غیر اسیدی چربی زدائی کرده سپس با سمباده نرم پوساب مخصوص سمباده کاری می‌کنند و بعد در مایع زاج داغ که حرارت آن بوسیله توموسویچ وترموکوبل تحت کنترل است فرو برده و درمی‌آورند.
در زاج‌کاری سرد از محصولات آماده تجارتی استفاده میگرددکه اخیراً افشانه‌های مخصوصی نیز به جهت زاجکاری سرد تولید شده‌است که چون راهنمای کاملی ازچگونگی استفاده درست به همراه دارند برای افراد غیر حرفه‌ای زاجکاری را راحت ترکرده‌است.
در زاجکاری گرم بخار ناشی از مایع زاج بسیارسمی است و در زاجکاری سرد سعی شود از دستکش پلاستیکی استفاده شود زیرا سم ان از طریق پوست هم جذب می‌گردد.

## آبی‌کاری
آبی‌کاری را فرهنگستان زبان فارسی این‌گونه تعریف کرده‌است: قرار دادن سطح زنگارزدایی‌شدهٔ آلیاژ آهنی در معرض هوا یا بخار آب، یا مواد دیگر در دمای مناسب و در نتیجه تشکیل لایهٔ آبی‌رنگ اکسیدی نازک در سطح آن که شکل ظاهری آن را بهبود می‌دهد و بر مقاومت آن در برابر خوردگی می‌افزاید.